# André Azoulay
André Azoulay (Arabisch: أندري أزولاي) (Essaouira, 17 maart 1941) is een Marokkaans-Joodse senior adviseur van koning Mohammed VI van Marokko. Eerder adviseerde hij Mohammeds vader, koning Hassan II. Zijn dochter is Audrey Azoulay, de directeur-generaal van UNESCO.

## Biografie
Azoulay werd geboren in Berbers-Joods gezin en groeide op in de Marokkaanse kuststad Essaouira. Zijn opleiding volgde hij in Parijs, waar hij economie, journalistiek en internationale betrekkingen studeerde. Voordat hij als raadgever van de koning van de Marokko ging werken, had Azoulay een lange carrière, van 1968 tot 1990, bij de investeringsbank Paribas in Parijs.
Als raadgever van Mohammed VI en Hassan II heeft Azoulay grotendeels bijgedragen aan de uitvoering van economische hervormingen in Marokko. Daarnaast stond de wereldwijde promotie van Marokko hoog op zijn agenda.
Naast zijn professionele verantwoordelijkheden heeft Azoulay altijd gestreden voor vrede en dialoog tussen de Arabische moslimwereld en Joodse gemeenschappen in Europa en de Verenigde Staten, maar ook tussen de Arabische, Berberse en Joodse diaspora's wereldwijd. In het Midden-Oosten staat Azoulay bekend om zijn ondersteuning van de activiteiten van verschillende bewegingen en verenigingen wiens roeping de tweestatenoplossing (Israël en Palestina) is. Ook zet hij zich al decennialang in voor wederzijds begrip en respect tussen de westerse en Arabische wereld.
Momenteel is hij voorzitter van de Anna Lindh Foundation, een stichting die zich inzet voor de dialoog tussen culturen en gevestigd is in Alexandrië, Egypte. Ook is Azoulay voorzitter van het uitvoerend comité van Fundación Tres Culturas, een stichting die als doel heeft een maatstaf te worden voor vooruitgang en tolerantie onder de volkeren en culturen van het Middellandse Zeegebied.
Gedurende zijn carrière heeft Azoulay vele onderscheidingen en eretitels ontvangen, zowel in Marokko als daarbuiten.